# Schlacht von Buena Vista
Fort Texas – Palo Alto – Resaca de la Palma – Monterrey – Buena Vista – Sacramento Fluss – Veracruz – Cerro Gordo – Contreras – Churubusco – Molino del Rey – Mexiko-Stadt – Chapultepec – Puebla – Huamantla
Die Schlacht von Buena Vista war ein bedeutendes Gefecht im Mexikanisch-Amerikanischen Krieg.

## Vorgeschichte
Generalmajor Winfield Scott, der kommandierende General der US-amerikanischen Armee, zog Anfang 1847 etwa 8.000 Soldaten von General Zachary Taylor von den besetzten Städten Saltillo und Victoria ab. Diese Soldaten wurden für den geplanten Angriff auf Mexiko-Stadt über den Seeweg benötigt. Als General Santa Anna (General der mexikanischen Streitkräfte) von diesem Abzug und der nur noch ca. 5000 amerikanischen Soldaten bei Saltillo erfuhr, brach er mit 15.000 Mann nach Saltillo auf.
General Zachary Taylor verlegte daraufhin seine Truppen eiligst nach Buena Vista, einem Dorf südlich von Saltillo, da das dortige Gelände für seine 5000 Mann starken Truppen bessere Möglichkeiten zur Verteidigung bot.

## Verlauf
Nachdem ihn Wool Ende Januar über den Anmarsch Santa Annas informierte, sammelte Taylor seine verstreuten Einheiten und die eintreffenden Verstärkungstruppen, unter denen sich Davis befand, in Saltillo. Insgesamt kam er auf acht Infanterieregimenter und knapp 5000 Mann. Bis zuletzt an der Truppenstärke der Mexikaner zweifelnd, konzentrierte Taylor am 21. Februar 1847 seine Streitkräfte in Agua Nueva knapp 30 km südlich von Saltillo. Da die Stellung wenig vorteilhaft war und erste Berichte über die Größe der Armee Santa Annas sich bestätigten, konnte General Wool Taylor überzeugen, sich zu einem wenige Kilometer entfernten Ort südlich der Hazienda de Buena Vista zurückzuziehen, der als die „Engstelle“ bekannt war. Taylor betraute Wool mit der Truppenaufstellung und kehrte für eine Nacht nach Saltillo zurück, immer noch mehr besorgt um die Sicherheit der Nachschubbasis als um die seiner Armee. Am späten Morgen des 22. Februar fand Taylor bei der Rückkehr eine durch das Gelände begünstigte Defensivstellung vor. Die Straße nach Saltillo war hier ein Hohlweg, der westlich an einer unpassierbaren, tief eingeschnittenen Wasserrinne vorbeiführte und östlich von mehreren Höhenzügen begrenzt wurde, die sich fingerförmig verjüngend über mehrere Kilometer von der Kordillere vorstreckten. Dort vereinigten sich die Finger zu einer Hochebene, auf der Buena Vista lag. Im Hohlweg stand eine Batterie unter John MacRae Washington, die von zwei Regimentern gedeckt wurde, von denen eines auf einem der Höhenrücken stand. Den linken Flügel deckten zwei Linien bis zur Hochebene. Kurz nach seiner Ankunft erhielt Taylor eine Botschaft von Santa Anna, in der ihm dieser die vollständige Vernichtung der Armee vorhersagte, sollte er sich nicht ergeben. Taylor lehnte dies mit knappen Worten ab.

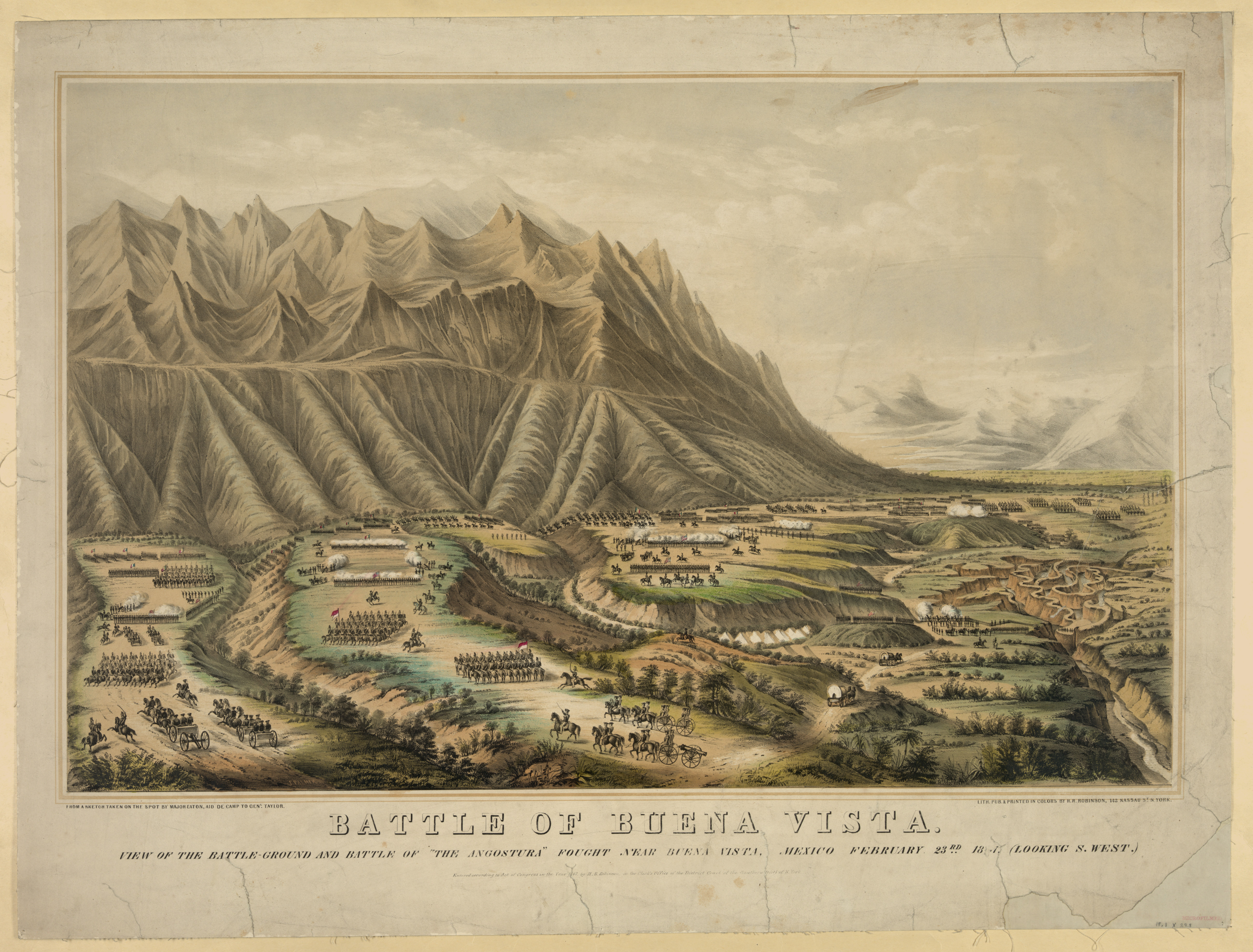
Lithografie zum Schlachtverlauf von Buena Vista auf Grundlage einer Skizze von Major Eaton (1847, aus der Library of Congress)

Die Schlacht von Buena Vista begann am frühen Nachmittag. Santa Anna führte einen Ablenkungsangriff auf die Batterie im Hohlweg, der von Washington zurückgeworfen wurde. Als Taylor mitbekam, dass mexikanische Infanterie unter Ampudia seinen linken Flügel auf der Hochebene umfassen wollte, entsandte er Verstärkung dorthin, die im Wesentlichen aus einem berittenen Regiment unter Oberst Humphrey Marshall und einem Schützenbataillon unter Major Willis A. Gorman bestand. Bis zum Abend war der Vormarsch der Mexikaner gestoppt, die sich aber auf der Hochebene halten konnten. Die Nacht verbrachte Taylor, der sich über den kritischen Punkt seiner Stellung immer noch nicht sicher war, erneut in Saltillo. Am Morgen flammten die Kämpfe wieder mit einem mexikanischen Ablenkungsangriff in der „Engstelle“ auf, der trotz Artillerieunterstützung zurückgeschlagen wurde. Auf dem linken Flügel Taylors geriet ein unerfahrenes Regiment aus der Indiana-Brigade General Joseph Lanes unter starken Druck durch zwei feindliche Divisionen. Da die Verstärkung durch ein Regiment unter Oberst William Henry Bissell wenige Minuten zu spät eintraf, konnte es nicht mehr gerettet werden. Bissell gelang es schließlich mit Unterstützung weiterer Einheiten, die Linie der Amerikaner parallel zur Straße zu stabilisieren. Taylor schloss einen möglicherweise von Wool vorgeschlagenen Rückzug wegen der Unerfahrenheit der Truppen aus und beruhigte mit seiner Standhaftigkeit den Gefechtsstand. Als die beiden mexikanischen Divisionen unter dem Artilleriefeuer von mittlerweile auf die Hochebene umgruppierten Geschützen wankten, gingen die Regimenter von Bissell, Oberst John J. Hardin und William R. McKee zum Gegenangriff über. Da der Druck auf das Zentrum der Amerikaner so nachließ, entsandte Taylor berittene Kräfte unter Marshall und Oberst Archibald Yell zur Hazienda, die dort eine Kavallerieattacke Torrejóns abwehren konnten.
Santa Anna richtete am Vormittag mit der Division Francisco Pachecos die Offensive wieder gegen den linken Flügel der Amerikaner. Die Stellung dort hielt Davis mit einem Regiment aus Mississippi, das bald durch ein Regiment aus Indiana und die am Morgen verstreuten Einheiten der Brigade Lanes Verstärkung erhielt. Die Einheiten nahmen dort eine umgekehrte V-Formation als Aufstellung ein. Sie ließen den Gegner in den so entstehenden Winkel vordringen, sich auf wenige Dutzend Meter annähern und eröffneten dann zeitgleich das Feuer. Die mexikanische Division brach zusammen und trat ungeordnet die Flucht an, was den Wendepunkt der Schlacht darstellte. Als mexikanische Offiziere aus dieser Division die weiße Flagge zeigten, ordnete Taylor eine Feuerpause an und entsandte Wool, um die Lage zu klären. Die hinter amerikanischen Linien gefangenen Truppenteile Pachecos nutzten diese Gelegenheit zur Flucht. Santa Anna befahl nun allen noch verfügbaren Einheiten, das Zentrum der „Army of Occupation“ anzugreifen, das seine Batterien zuvor größtenteils auf den linken Flügel verlegt hatte, um Pachecos Attacke zu begegnen. Taylor wiederum nahm an, dass die mexikanische Armee sich zurückzog, und ließ die zentralen Linien vorrücken. Dadurch trafen die beiden Angriffsformationen aufeinander, was zu einem unübersichtlichen Gefecht führte, das die hinzueilenden Batterien der Hauptleute Braxton Bragg und Thomas W. Sherman durch Kartätschen entschieden. Nach diesem weiteren Rückschlag zogen sich die Mexikaner zurück und stellten die Kampfhandlungen ein. Taylors Armee hatte am Ende des Tages knapp 700 Mann verloren; unter den Gefallenen waren der Sohn Henry Clays und Yell. Den Sieg verdankten sie vor allem den raschen Truppenverschiebungen auf ihren inneren Gefechtslinien und der Zeit, die notwendigerweise Santa Anna zwischen den unterschiedlichen Angriffsschlägen für die Massierung seiner Truppen brauchte. Bei Tagesanbruch fanden Taylor und Wool zu ihrer Erleichterung das Feldlager Santa Annas verlassen; die mexikanische Armee hatte knapp 3500 Mann verloren und sich über Nacht zurückgezogen. Zuhause machte Taylors Sieg in diesem David gegen Goliat-Gefecht aus ihm über Nacht einen Nationalheld. Mit diesem Prestige geriet er auf einen nicht mehr aufzuhaltenden politischen Erfolgskurs.
Die Schwächung der Truppen Santa Annas in dieser Schlacht gab dem amerikanischen Feldzug im Süden weiter Auftrieb und führte letztlich das Ende des Krieges herbei.